# Municipio de Clinton (condado de Fulton)
El municipio de Clinton (en inglés: Clinton Township) es un municipio ubicado en el condado de Fulton en el estado estadounidense de Ohio. En el año 2010 tenía una población de 9554 habitantes y una densidad poblacional de 88,56 personas por km².

## Geografía
El municipio de Clinton se encuentra ubicado en las coordenadas 41°32′6″N 84°9′49″O / 41.53500, -84.16361. Según la Oficina del Censo de los Estados Unidos, el municipio tiene una superficie total de 107.88 km², de la cual 107.41 km² corresponden a tierra firme y (0.44%) 0.47 km² es agua.

## Demografía
Según el censo de 2010, había 9554 personas residiendo en el municipio de Clinton. La densidad de población era de 88,56 hab./km². De los 9554 habitantes, el municipio de Clinton estaba compuesto por el 91.65% blancos, el 0.75% eran afroamericanos, el 0.28% eran amerindios, el 0.85% eran asiáticos, el 0.01% eran isleños del Pacífico, el 4.44% eran de otras razas y el 2.02% pertenecían a dos o más razas. Del total de la población el 12.27% eran hispanos o latinos de cualquier raza.